# Phorbia hikosana
Phorbia hikosana este o specie de muște din genul Phorbia, familia Anthomyiidae, descrisă de Masayoshi Suwa în anul 1983. Conform Catalogue of Life specia Phorbia hikosana nu are subspecii cunoscute.